# 백 오리피스
백 오리피스(Back Orifice, 종종 BO로 축약됨)는 원격 관리를 위하여 고안된 논의의 여지가 있는 컴퓨터 프로그램이다. 프로그램은 사용자가 원격지로부터 실행중인 마이크로소프트 윈도우 운영 체제를 조절 가능하게 한다. 그 이름은 마이크로소프트 백오피스 서버 소프트웨어의 말장난이다.
백 오리피스는 클라이언트 서버 시스템 구조와 더불어 설계되었다. 작고 조심성있는 서버 프로그램이 어떤 장치에 설치되면, 그것은 또다른 컴퓨터 시스템 상에 그래픽 사용자 인터페이스를 갖춘 클라이언트 프로그램으로 복제가 된다. 그 두 구성요소는 전송 제어 프로토콜과/혹은 사용자 데이터그램 프로토콜 전송계층를 사용하는 어떤 또다른 장치와 함께 통신한다. 리트 현상을 참고하면, 이 프로그램은 일반적으로 포트번호 31337상에서 실행된다.
프로그램은 1998년 8월 1일에 데프 콘 6에서 초연했다. 그것은 미국의 해커 단체 CDC의 구성원인 서 디스틱의 두뇌의 산물이었다. 그 단체에 따르면, 그것의 목적은 마이크로소프트의 운영 체제 윈도우 98에 있는 보안의 결핍을 시연하는 것이었다.
비록 백 오리피스가 원격 관리 같은 합법적인 목적을 가졌을지라도, 그것을 덜 상냥한 기업이 소송하게 만드는 다른 요소들이 있다. 그 서버 프로그램은 시스템의 사용자에 의한 피상적인 지켜봄으로부터 스스로를 숨길 수 있다. 사용자 상호작용없이 설치될 수 있음에 따라, 트로이 목마의 폭발력으로 분배될 수 있다.
이것과 다른 이유들로, 바이러스 검사 소프트웨어 산업은 즉시 악성코드로서 그 도구를 분류했으며 백 오리피스를 그들의 검역 목록에 덧붙였다. 이 사실에도 불구하고, 단순한 GUI와 쉬운 설치 때문에 스크립트 키드에 의해 널리 사용되었다.
1999년에 발표한 백 오리피스 2000와 프랑스계 캐나다인 해킹 그룹 QHA가 발표한 딥 백 오리피스가 백 오리피스를 뒤따랐다.

## 같이 보기
- 트로이 목마 (컴퓨팅)
- 악성 소프트웨어
- 백도어
- 루트킷